# Bourse Toussoun

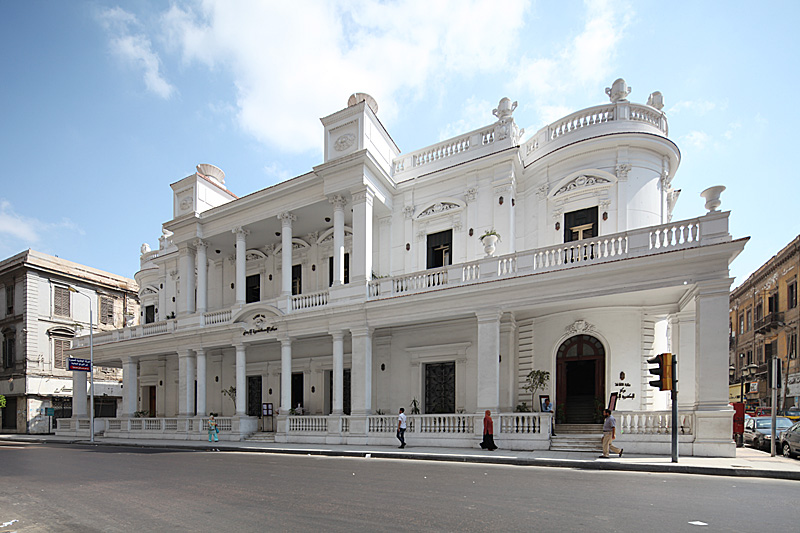
Die Bourse Toussoun

Die Bourse Toussoun ist ein Bauwerk in Alexandria. Sie wurde an der damaligen rue de Rosette 2 errichtet. Die rue de Rosette bildete mit der rue de la Gare einen Winkel, innerhalb dessen mehrere bedeutende Gebäude lagen, etwa das Théatre Zizinia. Mittlerweile beherbergt das Gebäude das Horreya Cultural Center.

## Geschichte
Das Gebäude steht auf geschichtsträchtigem Boden: 1886 wurden Überreste eines großen Tempels aus der Zeit Ptolemäus’ IV. auf dem Grundstück entdeckt, auf dem die Bourse Toussoun erbaut wurde. Schon 1948 war auf dem Gelände, das damals zum Sitz des österreichischen Konsulats gehörte, ein Steinblock mit der griechischen Inschrift Διοσκουρίδου γ τόμοι entdeckt worden, woraus man zunächst geschlossen hatte, den Standort der berühmten Bibliothek von Alexandria entdeckt zu haben. Diese Theorie wurde aber wenig später verworfen.
Das Gebäude, das für die Alexandria Exchange Company gebaut wurde, beherbergte unter anderem eine Filiale des Reisebüros Cook und den Club Khédivial, der später zum Club Mohamed Ali wurde, und war der Schauplatz der ersten Kinovorführung in Ägypten im November 1896.
Der alte Club wurde 2001 unter der Leitung von Adel Mokhtar renoviert, wobei aber auf Originaltreue offenbar wenig Wert gelegt wurde.